# Convolvulus grantii
Convolvulus grantii är en vindeväxtart som beskrevs av Isaac Bayley Balfour. Convolvulus grantii ingår i släktet vindor, och familjen vindeväxter. Inga underarter finns listade i Catalogue of Life.